# Club Necaxa
O Club Necaxa é um clube de futebol mexicano, com sede na cidade de Aguascalientes. Atualmente disputa a Primeira Divisão do Campeonato Mexicano e tem como cores o vermelho e o branco. Foi a primeira equipe mexicana a participar do Mundial de Clubes. Ramón Valdés, popular pelo personagem Seu Madruga, torcia pelo Necaxa. 

## História
O clube mexicano ganhou maior notoriedade após disputar o 1° Campeonato Mundial de Clubes da FIFA em 2000, obtendo o terceiro lugar na competição realizada no Brasil (ficando na frente de Real Madrid e Manchester United, equipes consideradas favoritas).  Outros resultados importantes foram os títulos da Copa dos Campeões da CONCACAF, em 1999 e o da Interliga, em 2007. Na Copa Merconorte obteve o 4º lugar.
O clube mudou sua sede da Cidade do México para Aguascalientes no ano de 2003. Participou da Copa Libertadores 2007, vencendo o São Paulo por 2 a 1 e chegando até as oitavas-de-final.
Em 2009 depois de perder diante do seu "irmão" América do México por 1 a 0 no Estadio Azteca, o time foi rebaixado pela primeira vez em mais de 80 anos de história. Depois de garantir o retorno a Primeira ganhando dois torneios consecutivos na Liga de Ascenso, foi rebaixado uma vez mais depois da derrota em Cancún contra o Atlante FC e ainda continua na Segundona do futebol mexicano. Em 2016 o clube retornou à primeira Divisão Mexicana após ser Campeão da Segunda Divisão, na Final contra a equipe dos Bravos de Juárez, a equipe dos Rayos Vermelhos e Brancos venceu as duas partidas de ida e volta e retornou a primeira divisão.
Recentemente foi comprado pela Televisa, gigante mexicana do ramo televisivo.

## Títulos
| Continentais | Continentais                        | Continentais | Continentais                        |
|              | Competição                          | Títulos      | Temporadas                          |
| ------------ | ----------------------------------- | ------------ | ----------------------------------- |
|              | Liga dos Campeões da CONCACAF       | 1            | 1999                                |
|              | Recopa da CONCACAF                  | 1            | 1994                                |
| Nacionais    |                                     |              |                                     |
|              | Competição                          | Títulos      | Temporadas                          |
| México       | Campeonato Mexicano                 | 3            | 1994-95, 1995-96 e 1998-I           |
| México       | Campeonato Mexicano Segunda Divisão | 3            | 2009-A, 2010-C e 2016               |
| México       | Copa do México                      | 4            | 1959-60, 1965-66, 1994-95 e 2017-18 |
| México       | Campeão dos Campeões                | 2            | 1966 e 1995                         |
| México       | Supercopa Mexicana                  | 1            | 2017-18                             |
| México       | InterLiga                           | 1            | 2007                                |

 LEGENDA: 
(I):  Torneio Inverno
(A):  Apertura
(C):  Clausura

## Campanhas de destaque
- Copa do Mundo de Clubes da FIFA: 3º lugar - 2000
- Copa dos Campeões da CONCACAF: 2º lugar - 1996
- Copa Merconorte: 4º lugar - 2001
- Copa Libertadores: Oitavas de final - 2007

## Cultura popular
O ator Ramón Valdés, famoso por interpretar o Seu Madruga no seriado Chaves, era torcedor do Necaxa. A paixão do ator pelo clube refletiu no personagem, que tinha a frase "Yo le voy a Necaxa" como um de seus bordões. A fala era utilizada pelo personagem como forma de reforçar sua valentia e masculinidade, já que a equipe, apesar de possuir um histórico misto de conquistas e derrotas, sempre manteve uma base fiel de torcedores. Em dezembro de 2022, o clube lançou uma camisa em homenagem ao personagem.